# Йожеф Боровняк
Йожеф Боровняк (угор. Borovnyák József, словен. Jožef Borovnjak; *9 лютого 1826, Іванівці, Австро-Угорщина — †19 вересня 1909, Цанкова) — словенський письменник, політик і римсько-католицький священик в Угорщині. Автор католицького Катехизису та молитовника прекмурсько-словенським діалектом.

## Біографія
Народився поблизу Мурська-Соботи, в селі Іванівці на території сьогоднішньої Словенії. Його батько Штеван Боровняк був багатим ресторатором, а мати Каталін Гомбоші мала благородне походження. Спочатку їх сім'я була протестантською, але пізніше батько Йожефа перейшов в католицизм через їх сімейні обставини.
З 1851 по 1852 Боровняк служив священиком у церкві святого Стефана Хардінга в селі Apátistvánfalva. Пізніше був священиком в містах Град і Цанкова (де він і помер).
Боровняк був захисником місцевого прекмурсько-словенського діалекту. На ньому він писав книги, наприклад, катехізис та молитовник. У 1877 він перевидав прекмурській переклад Євангелія авторства Міклоша Кізміча вже після смерті останнього. Боровняк також був фахівцем з мирного залагодження політичних конфліктів.

## Роботи
- Jezus moje poslenje (Jesus is my desire);
- Veliki katekizmus (Великий Катехізис);
- Kniga molitvena sztara szlovenszka (Старословенський молитовник);
- Dühovna hrana (Дім душі);
- Máli politicsni vodnik (Мале політичне зеркало);
- Szvéti Angel Csuvár (Святий ангел-охоронець).